# Elis Mårtenson
Elis Mårtenson   (Ingå, 8 de juny de 1890 - Hèlsinki, 4 de juny de 1957) va ser un organista finlandès.
Mårtenson va estudiar orgue a l'Institut de Música de Hèlsinki sota la direcció d'Merikanto entre 1911 i 1915 i després va fer viatges d'estudi a Suècia i Europa central. Va ser professor de música per a orgue al centre de música de Hèlsinki entre 1921 i 1939 i professor d' orgue a Sibelius Academy l'any 1939-1957. Els seus deixebles eren molts organistes que es van conèixer després. Enzio Forsblom, Taneli Kuusisto, Antti Koskinen, Tapani Valsta i Tauno Äikää i el compositor Uuno Klami. A més del seu treball docent, Mårtenson va treballar com a organista a la congregació sueca del sud a Hèlsinki (originalment l'església de John, llavors Mikael Agricola) des de 1922.
Mårtenson va publicar un dos volums escolars per a orgue (1949-1951) i va lliurar dues col·leccions de composicions d'orgue de Bach.
La cònjuge de Mårtenson des de 1927 va ser la cantant Eini Maria Mårtenson os Stenfeldt (1897-1948). El seu fill va ser el cantant-compositor Lasse Mårtenson (1934-2016).